# Estação Espacial Freedom

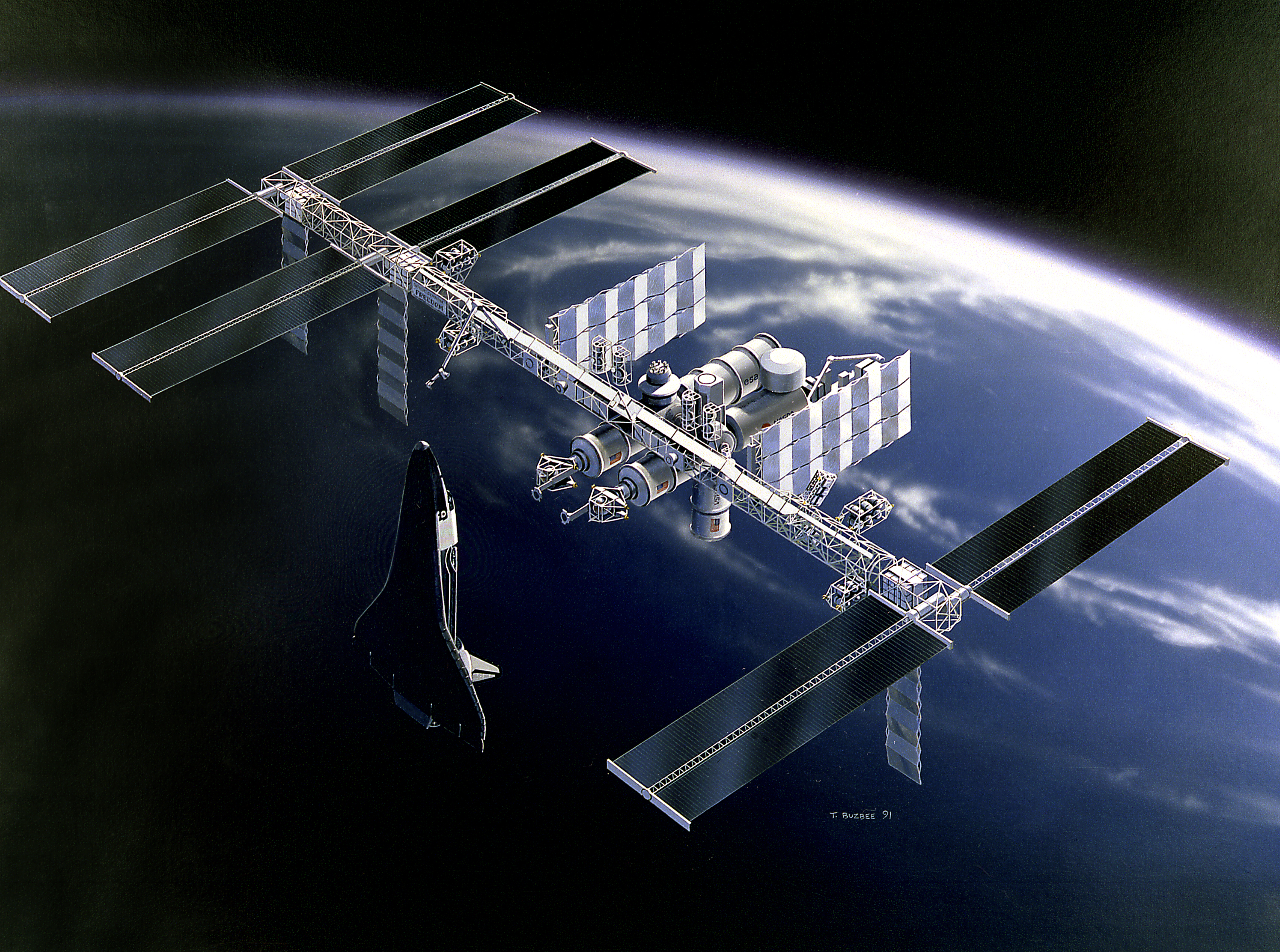
Vista artística da Estação Espacial Freedom.

A Estação Espacial Freedom foi um projeto da NASA para construir uma estação espacial permanentemente tripulada. Ela foi aprovada pelo então-presidente Ronald Reagan e anunciada em 1984. Freedom nunca foi construída, e depois de várias reduções, as sobras do projeto se tornaram parte da Estação Espacial Internacional. A estação espacial tinha lugar para 4 astronautas. Seu apogeu e perigeu seria a 400 km de altura. Sua massa seria de 77.088 kg (77 toneladas). Seu volume habitável seria de 878 m³. Sua inclinação seria de 28,5 deg.